# Wet Fingers
Wet Fingers – polski duet producentów muzyki klubowej, głównie z gatunku electro house i dance powstały w 2005 roku i tworzony przez DJ Adamusa i Mafia Mike’a. Zadebiutowali w 2006 roku singlem pt. Nu Limit. Jest on remiksem utworu zespołu Kombi pt. Bez ograniczeń, z którego motyw wykorzystano w czołówce programu dla dzieci i młodzieży 5-10-15. Następnie duet wydał remiks utworu pt. Hi-Fi Superstar zespołu Wanda i Banda.
W marcu 2008 roku na rynku pojawiła się debiutancka płyta duetu pt. „Hi Fi Superstar”. Znajduje się na niej trzynaście utworów i bonus track utrzymanych w klimacie muzyki house. Wiele z nich, to remiksy znanych polskich artystów, takich jak Kombi, Izabela Trojanowska, De Mono, Banda i Wanda czy Zdzisława Sośnicka.
Utwór Put Ur Hands Up został nagrany razem z jamajskim wokalistą Nicco Maniatty. Jak twierdzi zespół, jest to pierwszy singel promujący ich na zachodzie, który ma stanowić demo dla zagranicznych wytwórni, z którymi są prowadzone rozmowy.
W 2010 roku zespół ubiegał się o miano Polskiego Hitu Lata 2010 z piosenką Like This na Bydgoszcz Hit Festiwalu. Grupa zajęła 11. miejsce, zdobywając 3,57% głosów.
1 kwietnia 2014 roku duet nagrał w stylu tech house remiks piosenki „Bajo Bongo” w wykonaniu Nataszy Zylskiej.

## Dyskografia
- DJ Adamus Pres. Wet Fingers – Nu Limit (2005)[7]
- DJ Adamus & Mafia Mike Pres. Wet Fingers – Nu Limit (Remixes) (2005)[8]
- DJ Adamus & Mafia Mike Pres. Wet Fingers – Hi Fi Superstar (2006)[9]
- Hi Fi Superstar (2008)[10]
- Short Dick Man 2010 (2010)[11]
- Short Dick Man Remix (2010)[12]
- Clubbing Dancing & Romancing (2011)[13]
- Mix & Rmx (2012)
- Mix & Rmx (Edycja Specjalna) (2012)
- Hava Nagila - Radio Edit (2012)[14]